# Куїліано
Куїліано (італ. Quiliano, ліг. Cuggiœn) — муніципалітет в Італії, у регіоні Лігурія, провінція Савона.
Куїліано розташоване на відстані близько 430 км на північний захід від Рима, 45 км на захід від Генуї, 6 км на захід від Савони.
Населення — 7289 осіб (2014).

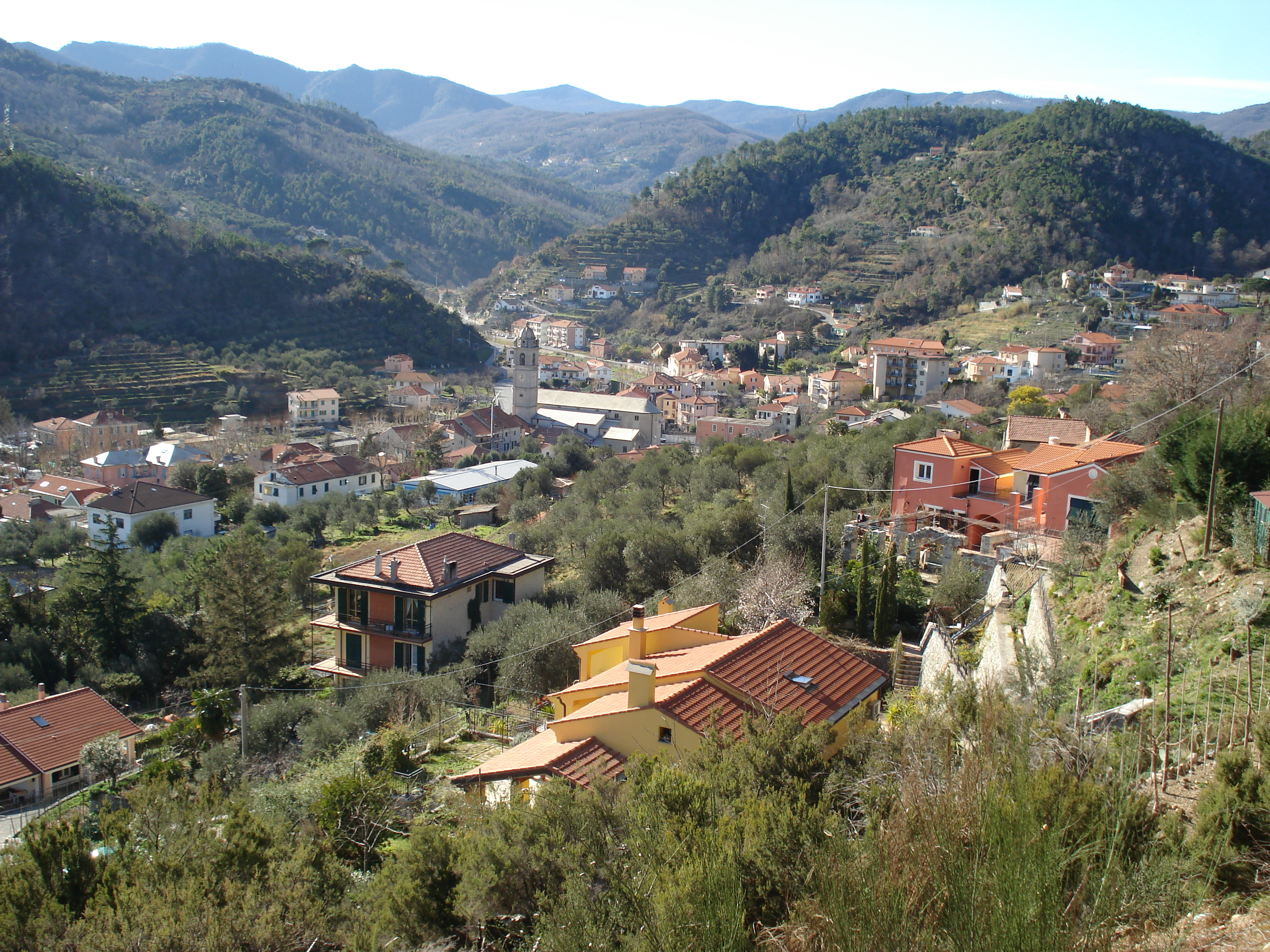

Щорічний фестиваль відбувається 10 серпня. Покровитель — святий мученик Лаврентій.

## Демографія
Населення за роками:

Станом на 1 січня 2023 року в муніципалітеті офіційно проживало 330 іноземців з 46 країн, серед них 91 громадянин країн Євросоюзу та 38 громадян України.

## Сусідні муніципалітети
- Альтаре
- Малларе
- Орко-Фельїно
- Савона
- Вадо-Лігуре
- Вецці-Портіо